# Boks na Igrzyskach Ameryki Południowej 2002
Boks na Igrzyskach Ameryki Południowej 2002 – 7 edycja zawodów bokserskich, które odbywały w dniach 5 – 11 sierpnia 2002 r., w Belém.

## Medaliści
| Kat. wagowa                      |                          |                          |                                       |
| -------------------------------- | ------------------------ | ------------------------ | ------------------------------------- |
| Waga papierowa (– 48 kg)         | Patricio Calero          | Carlos Luis Campos       |                                       |
| Waga musza (– 51 kg)             | James Dean Pereira       | Santiago Ivan Acosta     | Jean Piero Pérez Modesto Ramírez      |
| Waga kogucia (– 54 kg)           | Alexander Espinoza       | Ceferino Labarda         |                                       |
| Waga piórkowa (– 57 kg)          | Nehomar Cermeño          | Myke Carvalho            |                                       |
| Waga lekka (– 60 kg)             | Diego Chango             | Alessandro Matos         |                                       |
| Waga lekkopółśrednia (– 63,5 kg) | Patrick López            | Pablo Ernesto Oliveto    | André Nascimentoc Lennox Allen        |
| Waga półśrednia (– 67 kg)        | Erivan Conceição         | Jean Carlos Prada        |                                       |
| Waga junior średnia (– 71 kg)    | Glaucélio Abreu          | Jinner Guerrero Quintero | Fabian Leonardo Velardes Rayon O'Neil |
| Waga średnia (– 75 kg)           | Joilson Gomes dos Santos | Pedro Calla              |                                       |
| Waga półciężka (– 81 kg)         | Washington Silva         | Edgar Muñoz              |                                       |
| Waga ciężka (> 91 kg)            | Edson Vieira             | Anthony Ignacio          |                                       |
| Waga superciężka (+ 91 kg)       | Beber Espinoza           | Ubiratan Costa           |                                       |